# مووی ۲۴
مووی ۲۴ (انگلیسی: Movies 24) شرکت رسانه‌ای بریتانیایی است، که در سال ۲۰۰۶ تأسیس شد.